# لشکر ۱۱ هوابرد
لشکر ۱۱ هوابرد (انگلیسی: 11th Airborne Division) لشکر هوابرد نیروی زمینی ایالات متحده آمریکا و تحت امر سپاه اول است، که در سال ۱۹۴۳ تأسیس شد. ستاد فرماندهی لشکر ۱۱ هوابرد در پایگاه شکاری المندورف-ریچاردسن، در انکوریج، آلاسکا قرار دارد.
یک لشکر پیاده نظام چند منظوره است که از پیاده‌نظام سبک تخصصی و پیاده‌نظام هوابرد مستقر در آلاسکا تشکیل شده است. در حال حاضر، این واحد در جنگ‌های قطبی، عملیات هوابرد، تسلیحات ترکیبی، جنگ مانوری و جنگ شهری تخصص دارد.
این لشکر که اولین بار در ۲۵ فوریه ۱۹۴۳، در طول جنگ جهانی دوم فعال شد، تا ژوئن ۱۹۴۴ در ایالات متحده به صورت ذخیره نگهداری می‌شد تا اینکه به جبهه اقیانوس آرام منتقل شد و در آنجا در فیلیپین نبرد را تجربه کرد. در ۳۰ اوت ۱۹۴۵، این لشکر به عنوان بخشی از نیروی اشغالگر به جنوب ژاپن اعزام شد و به مدت چهار سال در آنجا ماند. یک هنگ پیاده نظام چترباز برای خدمت در جنگ کره جدا شد. در ۳۰ ژوئن ۱۹۵۸، این لشکر غیرفعال شد.
در تابستان ۲۰۲۲، ستاد نیروی زمینی ایالات متحده در آلاسکا به لشکر ۱۱ هوابرد تغییر نام داد و دو تیم رزمی تیپ در آلاسکا، تیم رزمی تیپ اول و تیم رزمی تیپ چهارم، لشکر ۲۵ پیاده، به لشکر ۱۱ هوابرد منتقل شدند و به عنوان تیم رزمی تیپ اول و دوم پیاده‌نظام لشکر ۱۱ هوابرد تغییر نام دادند.